# Fubon Xinyi A25
Fubon Xinyi A25 (en chino: 富邦信義A25總部) es un rascacielos situado en el área planificada de Xinyi de Taipéi (Taiwán). A fecha de 2024, es el cuarto edificio más alto de Taipéi y el sexto más alto de Taiwán. Diseñado por Renzo Piano, tiene una altura de 266.3 metros, una superficie de 132 362.85 m² y 56 plantas sobre el nivel del suelo, además de cuatro sótanos. Fue completado en 2022 y alberga la sede de la Fubon Financial Holding Company.

## Diseño
Con casi 100 000 m² sobre el nivel del suelo y cuatro sótanos, el proyecto Fubon consta de tres edificios dentro de un espacio urbano ajardinado. La torre central, de 56 plantas y 266.3 metros de altura, tiene 92 000 m² y alberga oficinas de alta gama. En su azotea se encuentra un espacio ajardinado para eventos con vistas de Taipéi. Al este de la torre, el Museo Fubon, de tres plantas, tiene más de 2000 m² de galerías de arte moderno y contemporáneo. Al norte de la torre se encuentra un pabellón de 1970 m², que alberga comercios y servicios para todo el complejo. Se plantaron más de ciento cincuenta árboles en el jardín paisajístico del complejo, que ofrece al público un ambiente sombreado en un clima subtropical. Al norte, se creará un parque para dar a la zona residencial de los alrededores un espacio verde.
La esbelta torre tiene un tamaño de planta de 1650 m² y una eficiencia de hasta el 73.5 %. La superficie de la planta, junto con unas alturas de suelo a suelo de 4.2 m, permite buenas configuraciones para las oficinas, con una relación de profundidad que asegura unos niveles de luz natural de calidad en el lugar de trabajo.
La torre tiene forma cuadrada, con esquinas recortadas, y una estructura de acero. El refuerzo perimetral, en combinación con la estructura secundaria, constituye un sistema estructural robusto capaz de resistir las cargas laterales producidas por los terremotos y el viento de los tifones.
Las fachadas son de vidrio extra blanco con bajo contenido en hierro y un revestimiento de control solar de color neutro, que confiere a la torre una apariencia cristalina. El sistema de cavidades de la fachada incluye las persianas y asegura un buen control solar, unos buenos niveles de luz natural y el confort térmico de los ocupantes. El proyecto se ha comprometido a obtener la Certificación Taiwanesa de Construcción Sostenible, con el objetivo de alcanzar el nivel oro.